# Neilburg
Neilburg es un pueblo canadiense situado en la provincia de Saskatchewan.

## Superficie
Neilburg tiene una superficie de 1,24 km².

## Demografía
En 2021, tenía 371 habitantes, una densidad poblacional de 299,2 hab./km², y 192 viviendas.